# Arthur Scholtz

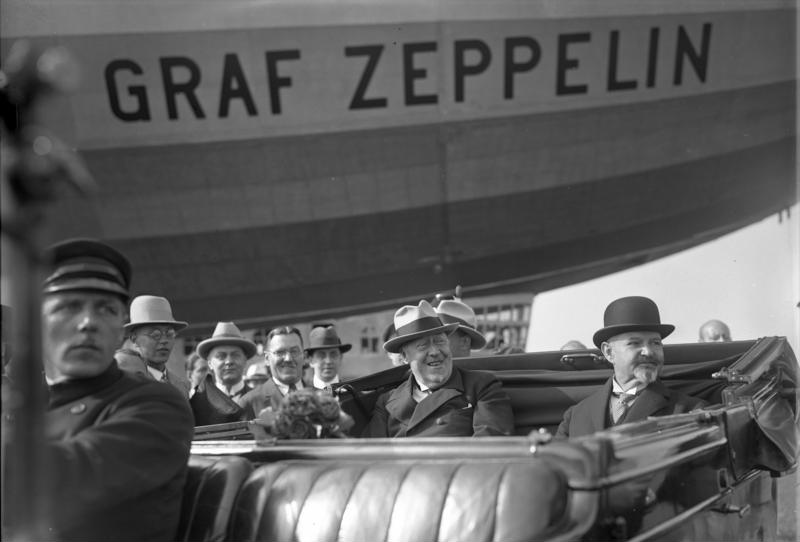
Arthur Scholtz (rechts) mit Luftschiffführer Hugo Eckener im Juni 1930

Arthur Scholtz (* 29. Januar 1871 in Bythin, Kreis Samter; † 14. Mai 1935 in Berlin) ein deutscher Verwaltungsjurist und Kommunalpolitiker (DVP). Er war von 1921 bis 1924 Bezirksbürgermeister von Charlottenburg, ab 1924 (beigeordneter) Bürgermeister von Groß-Berlin und vom Herbst 1929 bis zum 14. April 1931 als Vertretung von Gustav Böß amtierender Oberbürgermeister von Berlin.

## Leben
Er war Sohn eines Domänenrates. Er besuchte die Schule in Halle an der Saale. Danach studierte er Rechts- und Staatswissenschaften in München, Berlin und Breslau. Er trat 1897 in die Verwaltung der Stadt Posen ein. Bereits 1900 war er dort besoldeter Stadtrat und Kämmerer. Im Jahr 1903 wechselte er in derselben Funktion nach Charlottenburg. Er machte sich als Experte für das kommunale Finanzwesen einen Namen und wurde 1915 für eine weitere Amtszeit von 12 Jahren bestätigt.
Nach der Bildung von Groß-Berlin und der Eingemeindung von Charlottenburg im Jahr 1920 wurde er von der DVP, deren Mitglied er war, als Kandidat für das Amt des Bürgermeisters von Berlin (dem Stellvertreter des Oberbürgermeisters) vorgeschlagen, unterlag dabei jedoch seinem Gegenkandidaten Adolf Ritter. Am 9. Februar 1921 wurde er zum Bezirksbürgermeister des Berliner Bezirks Charlottenburg gewählt. Nach dem Tod von Adolf Ritter im Januar 1924, trat er erneut für die Wahl zum Bürgermeister in Berlin an, und wurde am 22. Mai 1924 von der Berliner Stadtverordnetenversammlung gewählt. Das Amt trat er am 3. Juni 1924 an. Er versuchte in dieser Zeit die Verwaltungsstrukturen der Stadt den neuen Entwicklungen anzupassen. Das Verhältnis zu Oberbürgermeister Gustav Böß war dabei zeitweise gespannt. Böß hatte Scholtz mit der Zuweisung des Sozial- und Fürsorgedezernats eine schwierige und undankbare Aufgabe übertragen, wobei sich Scholtz als durchaus kompetent erwies. Er reorganisierte die Wohlfahrtspflege und ließ das kommunale Unterstützungswesen in der Hauptstadt vereinheitlichen.
Während einer Amerikareise von Gustav Böß wurde Scholtz im November 1929 amtierender Oberbürgermeister. In dieser Funktion wurde er bald zum Krisenmanager. Im Sklarek-Skandal wurde bekannt, dass die Textilgroßhändler Sklarek unter Mithilfe bestechlicher Berliner Beamter die Stadt um etwa 10 Millionen Mark betrogen hatten; am 7. November 1929 trat Böß zurück. Die Stadtverwaltung mit Scholtz an der Spitze wurde von der Öffentlichkeit insbesondere von der KPD und der NSDAP scharf kritisiert. Die extremen Parteien verbanden dies mit Angriffen auf die Weimarer Republik insgesamt. Scholtz versuchte Böß in Schutz zu nehmen, wurde aber bald selber angegriffen. Der Magistrat unterstützte ihn allerdings weiterhin.
Daneben machten sich auch die Auswirkungen der Weltwirtschaftskrise bemerkbar. Bald waren 25 % der Berliner Bevölkerung arbeitslos. Diese Entwicklung hatte auch katastrophale Folgen für den Haushalt Berlins. Bereits 1929 hatte die Stadt 400 Millionen Mark Schulden. Eine Atempause verschaffte Scholtz der Stadt, als es ihm gelang neue Kredite zu beschaffen.
Bald erschwerten weitere Affären die kommunalpolitische Situation. Dazu gehörten verdeckte Grundstückskäufe der BVG ohne Kenntnisse der Stadtverwaltung. Die preußische Staatsregierung reagierte auf tatsächliche und angebliche Defizite in der Berliner Verwaltung mit dem Entwurf zu einem „Selbstverwaltungsgesetz für die Hauptstadt Berlin“. Ohne Einbeziehung von Stadtverordnetenversammlung, Magistrat und amtierenden Oberbürgermeister sollten damit erhebliche Veränderungen eingeführt werden. Insbesondere sollte das Kollegialorgan des Magistrats zu Gunsten einer Verstärkung der Kompetenzen des Oberbürgermeisters geschwächt werden. Scholtz, der ja nur kommissarisch Oberbürgermeister war, sah dadurch die Rechte auch der Bürgermeister beschnitten. Er reichte seinen Rücktritt ein, führte aber die Geschäfte bis zur Wahl eines Nachfolgers von Böß weiter.
Bereits 1924 wurde er Stadtältester von Berlin. Seine letzte Ruhestätte fand er auf dem Südwestkirchhof Stahnsdorf.